# O kawałek sznurka
O kawałek sznurka (oryg. The Second-Richest Duck, w Polsce wydany po raz pierwszy w Kaczorze Donaldzie 32/10) – komiks Carla Barksa z 1956 roku ze Sknerusem McKwaczem w roli głównej. W nim po raz pierwszy pojawia się postać Granita Forsanta, drugiej najbogatszej kaczki świata.

## Opis fabuły
Sknerus znajduje w parku gazetę, z której dowiaduje się, że południowoafrykański właściciel kopalni, Granit Forsant, po odkryciu nowych złóż złota stał się najbogatszym kaczorem na świecie. Zdenerwowany McKwacz prosi swojego księgowego o podanie aktualnego stanu majątku - okazuje się być on większy o 623 dolary i 62 centy od stanu posiadania Forsanta. To jednak nie zadowala skąpca, który postanawia popłynąć do Afryki i na miejscu porównać bogactwo swoje i swojego konkurenta do tytułu najbogatszego kaczora świata.
Sknerus zabiera w podróż także Donalda i jego siostrzeńców (by, jak sam powiedział, odnieśli go do domu, gdyby przegrał). Po przybyciu na miejsce okazuje się, że Forsant jest skąpcem podobnym McKwaczowi - posiada niemal identyczny skarbiec i biuro, ma nawet obyczaje podobne Sknerusowym (m.in. kąpiel w gotówce i niekupowanie gazet). Dwaj bogacze zaczynają licytować się na wielkość majątku, ale ostatecznie okazuje się, że wszystkiego mają tyle samo - nie wiedzą jedynie, ile kilometrów sznurka (zwiniętego w kłębek) ma każdy z nich. Forsant proponuje, by rozwinęli je na Wyżynie Weldów.
Rozpoczyna się niezwykła podróż, w czasie której zarówno Sknerus, jak i Forsant próbują na rozmaite sposoby przechytrzyć konkurenta i zmniejszyć długość jego sznurka. Ostatecznie okazuje się, że oba kłębki były równe, ale wtedy McKwacz wyciąga asa z rękawa i pokazuje Granitowi kawałek sznurka, którym związał swoją dziesięciocentówkę. Sknerus zachowuje tytuł najbogatszego kaczora na świecie.